# Inuktitut
Inuktitut (Silbenschrift ᐃᓄᒃᑎᑐᑦ [inuktiˈtut]; Similiaris Singular oder Plural von inuk ‚Mensch‘: „wie ein Inuk/wie die Inuit“) bezeichnet als Makrosprache die Inuit-Sprachen bzw. -Dialekte Kanadas. Diese werden gemeinhin in eine Ostgruppe und in eine der Sprecherzahl nach deutlich kleinere Westgruppe unterteilt (zur Abgrenzung unten). In neuerer Zeit wird die Bezeichnung Inuktitut eher auf die Ostgruppe beschränkt und als Oberbegriff Inuktut (ᐃᓄᒃᑐᑦ; westlich: Inuktun; Similiaris Singular von inuk) verwendet; die Hauptvarianten der Westgruppe werden eher einzeln als Inuinnaqtun und Inuvialuktun bezeichnet.
Die Inuit-Sprachen sind wie die meisten nordamerikanischen Sprachen polysynthetisch, bilden von Alaska im Westen bis Grönland im Osten ein Dialektkontinuum und zählen zusammen mit Yupik zu den Eskimosprachen.

## Verbreitung
Als Makrosprache ist Inuktitut (Inuktut) insbesondere nördlich der Baumgrenze in den 53 Gemeinden des Siedlungsraums Inuit Nunangat (ᐃᓄᐃᑦ ᓄᓇᖓᑦ; nuna ‚Land‘ mit Possessivsuffix -ngat: „Land der Inuit“) verbreitet. Inuit Nunangat umfasst das Territorium Nunavut, Nunavik in Nord-Québec, Nunatsiavut in Labrador sowie die Inuvialuit-Region in den Nordwest-Territorien (zusammen 35 % der Landmasse Kanadas, knapp 57.000 Einwohner, darunter 47.000 Inuit, und 94 % der insgesamt 42.980 Inuktut-Sprecher).
Unter den 65.030 kanadischen Inuit sprechen laut Census 2016 die Makrosprache 41.650 Personen (64 %), darunter 37.130 als Muttersprache. Am höchsten ist der Sprecheranteil in Nunavik (99 %), gefolgt von Nunavut (Qikiqtaaluk und Kivalliq je 95 %, Kitikmeot 62 %) sowie Nunatsiavut im Osten und der Inuvialuit-Region im Westen (je 21 %). Die entsprechenden Zahlen für Ost-Inuit (Inuktitut i. e. S.) liegen bei 39.475 Sprechern bzw. 35.730 Muttersprachlern.

### Offizieller Status
Inuktitut ist im Territorium Nunavut neben Inuinnaqtun als Amtssprache anerkannt, desgleichen in den Nordwest-Territorien neben Inuinnaqtun und Inuvialuktun. Einen offiziellen Status hat es auch in den Inuit-Gebieten der Provinzen Québec (Nunavik) und Neufundland und Labrador (Nunatsiavut).

## Dialekte

Karte der Inuit-Sprachen

Die Inuit-Sprachen umfassen circa 16 Dialekte, von denen 10 in Kanada anzutreffen sind und 9 dem kanadischen Inuit zugerechnet werden. Der nördlichste Inuktitut-Dialekt ist das im nördlichen Teil der Nunavut-Region Qikiqtaaluk gesprochene Qikiqtaaluk uannangani; im östlichen Teil der Region Qikiqtaaluk (südöstliche Baffininsel einschließlich Iqaluit) wird der Dialekt Qikiqtaaluk nigiani gesprochen. Das Québec-Labrador-Inuktitut im Osten (Labrador-Halbinsel) wird aufgeteilt in das in Nunavik gesprochene Nunavimmiutitut, auch Tarramiutut genannt, und das in Nunatsiavut gesprochene Nunatsiavimmiutut oder Inuttut (mit dem kleinen, nahezu ausgestorbenen Rigolet-Inuktitut). Im südlichen Nunavut (Kivalliq, westliche Hudson Bay) sind Aivilingmiutut und Kivallirmiutut anzutreffen. Nach Westen (Kitikmeot) folgen Natsilingmiutut und Inuinnaqtun, das auch in den nordöstlichen Nordwest-Territorien gesprochen wird (hier Kangiryuarmiutun genannt). Weiter nach Westen schließt sich Sallirmiutun an.
Bedroht sind insbesondere die Dialekte im Westen (Sallirmiutun, Inuinnaqtun) und ganz im Osten (Nunatsiavut). Aber auch dort, wo die Bedrohung geringer ist oder die Sprecherzahl der Statistik nach sogar steigt, nimmt das Vokabular eher ab.
| Sprache (ISO 639-3)                           | Dialekt                                              | Hauptgebiet             | Sprecher 2006: 31.290 | Schrift       |
| --------------------------------------------- | ---------------------------------------------------- | ----------------------- | --------------------- | ------------- |
| ike Ostkanadisches Inuit (Inuktitut i. e. S.) | Nunatsiavummiutut (Inuttut) mit Rigolet-Inuktitut    | NL: Nunatsiavut         | 550 50                | Latein        |
| ike Ostkanadisches Inuit (Inuktitut i. e. S.) | Nunavimmiutitut (Tarramiutut)                        | QC: Nunavik             | 10700                 | Silbenschrift |
| ike Ostkanadisches Inuit (Inuktitut i. e. S.) | Qikiqtaaluk nigiani (Aggurmiutut)                    | NU: Qikiqtaaluk         | 5740                  | Silbenschrift |
| ike Ostkanadisches Inuit (Inuktitut i. e. S.) | Qikiqtaaluk uannangani                               | NU: Qikiqtaaluk         | 4550                  | Silbenschrift |
| ike Ostkanadisches Inuit (Inuktitut i. e. S.) | Aivilingmiutut                                       | NU: Kivalliq            | 1500                  | Silbenschrift |
| Grenzbereich zwischen Ost und West            | Kivallirmiutut (Paallirmiutut, Caribou-Inuit)        | NU: Kivalliq            | 5500                  | Silbenschrift |
| Grenzbereich zwischen Ost und West            | Natsilingmiutut (Nattiliŋmiutut)                     | NU: Kitikmeot/Qitirmiut | 1500                  | Silbenschrift |
| ikt Westkanadisches Inuit                     | Inuinnaqtun (Copper-Inuit) mit Kangiryuarmiutun (NT) | NU: Kitikmeot/Qitirmiut | 1000                  | Latein        |
| ikt Westkanadisches Inuit                     | Sallirmiutun (Siglitun/Inuvialuktun)                 | NT: Inuvialuit-Region   | 200                   | Latein        |

Das im Westen der Inuvialuit-Region ebenfalls noch gesprochene Uummarmiutun (240 Sprecher) wird linguistisch dem Inupiaq Alaskas (Iñupiatun) zugerechnet, aber oftmals mit Sallirmiutun und dem Inuinnaqtun der östlichen Inuvialuit-Region (Kangiryuarmiutun) zu Inuvialuktun zusammengefasst.

### Abgrenzung ost-/westkanadisches Inuit
Teilweise wird die Ost-West-Grenze zwischen Aivilingmiutut und Kivallirmiutut in der Region Keewatin (Kivalliq) gesehen. Ein allgemeines Unterscheidungsmerkmal ist insoweit der h-Laut, der in westlichen Dialekten an die Stelle des östlichen s-Lauts tritt. Diese Grenze liegt ungefähr bei 90° westlicher Länge.
In neuerer Zeit wurde die Grenze nach Westen verschoben. In der philologischen Literatur wird sie nun eher zwischen Kivallirmiutut und Natsilingmiut angesetzt. Der Inuit Language Protection Act von Nunavut definiert lediglich den Dialekt im westlichen Kitikmeot (Cambridge Bay/Iqaluktuuttiaq, Kugluktuk/Qurluktuk) als Inuinnaqtun, alle anderen Dialekte in Nunavut als Inuktitut, nimmt also eine Ost-West-Grenze zwischen Natsilingmiutut und Inuinnaqtun an. Für Letzteres spricht zum einen die Endung -t in Natsilingmiutut gegenüber -n weiter westlich, zum anderen die westliche Grenze zwischen der Verwendung von Silben- und Lateinschrift.

## Formenlehre und Satzbau
Wie andere Eskimo-Aleutische Sprachen haben die Inuit-Sprachen ein sehr reiches morphologisches System, in dem ein Wort eine lange Folge verschiedener gebundener Morpheme enthalten kann (siehe auch Inkorporation und Polysynthetischer Sprachbau). Alle Wörter der Inuitsprachen beginnen mit einem lexikalischen Morphem (ein Element, das in seiner Bedeutung einem Inhaltswort entspricht), hieran werden gebundene Morpheme angehängt. Die Sprachen haben Hunderte verschiedener Affixe, in manchen Dialekten bis zu 700. Obwohl der Wortaufbau manchmal sehr kompliziert ist, gibt es keine Unregelmäßigkeiten, wie sie für das Deutsche oder andere Sprachen des flektierenden Typs kennzeichnend sind.
Durch dieses System können die Wörter sehr lang werden. Häufig kann ein Wort die Information eines ganzen Satzes abdecken. Zum Beispiel im Inuktitut von Zentral-Nunavut, Kanada:
tusaatsiarunnanngittualuujunga
„Ich kann nicht sehr gut hören“
Dieses lange Wort besteht aus einer Wurzel tusaa- ‚hören‘ und fünf angehängten Elementen (Affixen oder weiteren lexikalischen Morphemen):
-tsiaq- „gut“
-junnaq- „können“
-nngit- „nicht“
-tualuu- „sehr viel“
-junga „ich“ (1. Person Singular Präsens Indikativ unbestimmt)
Solche Wortbildungen kommen in Inuitsprachen überall vor. In einem großen Werk aus Kanada, dem Nunavut Hansard, einer Sammlung von Parlamentsprotokollen, kommen 92 % aller Wörter nur einmal vor, ganz anders als in den meisten englischen Hansards.
Die Zuordnung von Wörtern zu Wortarten bzw. grammatischen Konstruktionen ist in den Inuitsprachen flexibel, denn voll gebeugte Verben können auch als Substantive interpretiert werden. Das Wort ilisaijuq kann man als voll gebeugtes Verb verstehen: „er studiert“ oder als Substantiv: „Student“. Die Bedeutung ist erst im Satzzusammenhang zu ermitteln.
Formenlehre und Satzbau der Inuitsprachen sind von Dialekt zu Dialekt leicht verschieden, aber die Grundprinzipien lassen sich auf sie alle anwenden und zu einem gewissen Grad auch auf Yupik.

### Flexion
Die Deklination des Inuktitut kennt drei Numeri und acht Kasus. Hier als Beispiel das Wort inuk ‚Mensch‘:
|                               | Singular                       | Dual              | Plural           |
| Nominativ/Absolutiv           | ᐃᓄᒃ inuk                       | ᐃᓅᒃ inuuk         | ᐃᓄᐃᑦ inuit       |
| Relativ/Ergativ               | ᐃᓅᑉ inuup                      | ᐃᓅᒃ inuuk         | ᐃᓄᐃᑦ inuit       |
| Objektiv/Akkusativ            | ᐃᓄᒻᒥᒃ inummik                  | ᐃᓅᓐᓂᒃ inuunnik    | ᐃᓄᓐᓂᒃ inunnik    |
| Lokativ (in)                  | ᐃᓄᒻᒥ inummi                    | ᐃᓅᓐᓂ inuunni      | ᐃᓄᓐᓂ inunni      |
| Ablativ (von)                 | ᐃᓄᒻᒥᑦ inummit                  | ᐃᓅᓐᓂᑦ inuunnit    | ᐃᓄᓐᓂᑦ inunnit    |
| Terminativ/Allativ (nach, zu) | ᐃᓄᒻᒧᑦ inummut                  | ᐃᓅᓐᓄᑦ inuunnut    | ᐃᓄᓐᓄᑦ inunnut    |
| Vialis/Prolativ (durch)       | ᐃᓄᒃᑯᑦ inukkut                  | ᐃᓅᒃᑯᑦ inuukkut    | ᐃᓄᒃᑎᒍᑦ inuktigut |
| Similiaris/Äquativ (wie)      | ᐃᓄᒃᑐᑦ/ᐃᓄᒃᑎᑐᑦ inuktut/inuktitut | ᐃᓅᑦᑎᑐᑦ inuuttitut | ᐃᓄᒃᑎᑐᑦ inuktitut |

## Schrift
Im größten Teil von Nunavut und in Nord-Québec (Nunavik) wird Inuktitut vorwiegend mit Silbenzeichen geschrieben, die aus der Ojibwe-/Cree-Schrift hervorgegangen sind und wie diese eine Variante der kanadischen Silbenschrift darstellen. Der erste Druck von Inuktitut in Silbenschrift stammt aus dem Jahr 1855/56. Im ostkanadischen Labrador (Nunatsiavut), im äußersten Westen von Nunavut und in den Nordwest-Territorien (Inuvialuit-Region) sind dagegen Varianten der lateinischen Alphabetschrift vorherrschend.
Qaliujaaqpait (ᖃᓕᐅᔮᖅᐸᐃᑦ) bezeichnet die Lateinschrift, Qaniujaaqpait (ᖃᓂᐅᔮᖅᐸᐃᑦ) die Silbenschrift. Bei Letzterer ist zwischen der neuen Variante Titirausiq nutaaq (ᑎᑎᕋᐅᓯᖅ ᓄᑖᖅ; seit 1976) und der alten Variante Titirausiit nutaunngittut (ᑎᑎᕋᐅᓰᑦ ᓄᑕᐅᓐᖏᑦᑐᑦ) zu unterscheiden.
Seit 2011 gibt es neue Reformbestrebungen, insbesondere zur Vereinheitlichung des Latein-Alphabets. 2019 beschloss die Dachorganisation der kanadischen Inuit Inuit Tapiriit Kanatami ein einheitliches Latein-Alphabet mit 3 Vokalen, 19 Konsonanten (darunter hl, shr, ch, rh) und Apostroph. 2020 folgten für Nunavut die Inuktut Spelling Standards der Sprachbehörde Inuit Uqausinginnik Taiguusiliuqtiit mit 3 Vokalen, 15 + 3 Konsonanten (darunter ł, b, d) und Apostroph sowie entsprechenden Silbenzeichen. Diese liegen der folgenden Tabelle zugrunde, ergänzt um weitere gebräuchliche Zeichen.
| Nr. | Latein 1           | Silben- zeichen 1   | Beispiele mit Bedeutung                                 | Beispiele mit Bedeutung            | Beispiele mit Bedeutung                                        |
| --- | ------------------ | ------------------- | ------------------------------------------------------- | ---------------------------------- | -------------------------------------------------------------- |
| 1   | i ii/(e) 2         | ᐃ ᐄ                 | Iqaluit Iijagaq/Ejak                                    | ᐃᖃᓗᐃᑦ ᐄᔭᒐᖅ/ᐄᔭᒃ                     | Fische (Iqaluit) Pille                                         |
| 2   | u uu/(o) 2         | ᐅ ᐆ                 | Uqhuqtuuq Uugaq/Ogak                                    | ᐅᖅᓱᖅᑑᖅ/ᐅᖅ𑪲ᖅᑑᖅ ᐆᒐᖅ/ᐆᒐᒃ              | Ort mit Mengen von Speck (Gjoa Haven) Kabeljau                 |
| 3   | a aa/(â) 2 ai      | ᐊ ᐋ ᐊᐃ/(ᐁ) 3        | Arviat Aarluk/Âlluk Aiviq                               | ᐊᕐᕕᐊᑦ ᐋᕐᓗᒃ/ᐋᓪᓗᒃ ᐊᐃᕕᖅ/ᐁᕕᖅ           | wie ein kleiner Grönlandwal (Arviat) Schwertwal Walross        |
| 4   | p b 6 ff 6         | ᑉ ᑉᔅ                | Panniqtuuq Ublaaq (anstelle Ullaaq) Piffi (Pipsi/Piphi) | ᐸᓐᓂᖅᑑᖅ ᐅᑉᓛᖅ (anstelle ᐅᓪᓛᖅ) ᐱᑉᓯ    | Platz des Karibubullen (Pangnirtung) Morgen getrockneter Fisch |
| 5   | t                  | ᑦ                   | Tikirarjuaq                                             | ᑎᑭᕋᕐᔪᐊᖅ                            | lang gestreckte Landspitze (Whale Cove)                        |
| 6   | k                  | ᒃ                   | Kuugaarjuk                                              | ᑰᒑᕐᔪᒃ                              | kleiner Strom (Kugaaruk)                                       |
| 7   | g                  | ᒡ                   | Gavamalirijikkut                                        | ᒐᕙᒪᓕᕆᔨᒃᑯᑦ                          | Department of Executive and Intergovernmental Affairs (EIA)    |
| 8   | m                  | ᒻ                   | Mittimatalik                                            | ᒥᑦᑎᒪᑕᓕᒃ                            | Mittimas Platz (Pond Inlet)                                    |
| 9   | n                  | ᓐ                   | Naujaat                                                 | ᓇᐅᔮᑦ                               | Ort, wo Möwen nisten (Naujaat)                                 |
| 10  | s/h 6 (š) 4        | ᔅ/ᔅ() 6(H/ᕻ) 7 () 4 | Sila/Hila; Haaki Hikšik (anstelle Siksik)               | ᓯᓚ/𑪰ᓚ; Hᐋᑭ/ᕺᑭ 𑪰ᒃ𑪶ᒃ (anstelle ᓯᒃᓯᒃ) | Wetter; Hockey Arktisches Erdhörnchen                          |
| 11  | l                  | ᓪ                   | Lâpatua                                                 | ᓛᐸᑐᐊ                               | Labrador                                                       |
| 12  | j/(y) 5/(ř) 4 dj 6 | ᔾ/ᔾ/(ᖮ) 4 ᔾᔾ        | Jaikak; Iji/Iyi/Iři Tadja (anstelle Tajja)              | ᔭᐃᑲᒃ; ᐃᔨ/ᐃᔨ/ᐃᖨ ᑕᔾᔭ                 | Jacket; Auge jetzt                                             |
| 13  | v                  | ᕝ                   | Vaini                                                   | ᕙᐃᓂ                                | Wein                                                           |
| 14  | r                  | ᕐ                   | Talurjuaq                                               | ᑕᓗᕐᔪᐊᖅ                             | Deckung bei der Karibujagd (Taloyoak)                          |
| 15  | q/(K) 2 qq(kK)     | ᖅ ᖅᒃ                | Qurluqtuq Taqqiq; KipukKak                              | ᖁᕐᓗᖅᑐᖅ ᑕᖅᑭᖅ; ᕿᐳᖅᑲᒃ                 | Ort mit Stromschnellen (Kugluktuk) Mond; Postville             |
| 16  | ng/(ŋ) 4 nng/(ŋŋ)  | ᖕ ᙵ                 | Kangiqtugaapik Kinngait                                 | ᑲᖏᖅᑐᒑᐱᒃ ᑭᙵᐃᑦ                       | hübsche kleine Meeresbucht (Clyde River) hohe Berge (Kinngait) |
| 17  | ł                  | ᖦ                   | Kangiqłiniq                                             | ᑲᖏᖅᖠᓂᖅ                             | tiefer Meeresarm (Rankin Inlet)                                |
| 18  | '                  | '                   | Qamani'tuaq                                             | ᖃᒪᓂ'ᑐᐊᖅ                            | wo der Fluss sich weitet (Baker Lake)                          |

2 e, o, â, K: Inuttut (Labrador)
3 ᐁ usw. für ai: Nunavimmiutitut (Nord-Quebec)
4 š/, ř/ᖮ, ŋ: Natsilingmiutut (Ost-Kitikmeot)
5 y: Inuinnaqtun (West-Kitikmeot, Inuvialuit)
Für die Silbenzeichen  und  gibt es in Unicode bisher (2020) nur einen Entwurf.